# Mekiš
Pour les articles homonymes, voir Mekiš (homonymie).
Mekiš (en serbe cyrillique : Мекиш) est une localité de Serbie située dans la municipalité de Doljevac, district de Nišava. Au recensement de 2011, elle comptait 1 088 habitants.
Mekiš est officiellement classé parmi les villages de Serbie.

## Démographie

### Évolution historique de la population
| 1948  | 1953  | 1961  | 1971  | 1981  | 1991  | 2002  | 2011  |
| ----- | ----- | ----- | ----- | ----- | ----- | ----- | ----- |
| 1 147 | 1 188 | 1 232 | 1 167 | 1 225 | 1 198 | 1 137 | 1 088 |

|  |